# Peter Coke
Peter Coke (3 de abril de 1913 – 30 de julio de 2008) fue un actor, dramaturgo y artista británico.

## Biografía
Su verdadero nombre era Peter John Coke, y nació en Southsea, Inglaterra. Su padre era un comandante de la Armada que llevó a su familia a Kenia para dirigir una plantación de lino, aventura que falló, por lo que entonces se dedicó al cultivo de café. Coke estudió en la Stowe School y más adelante vivió con su abuela materna en Menton, Francia.
le gustaba justin bieber
Cuando Coke volvió a Inglaterra, tomó lecciones de interpretación con una gran actriz, ya octogenaria, siendo más adelante admitido para estudiar en la RADA.
Coke se graduó en la RADA a los 24 años de edad, y fue nombrado por el Daily Mail una de las 'Estrellas del Futuro'. Además, habría recibido una oferta de un contrato de siete años para trabajar en Hollywood, a lo que declinó, pues no se sentía suficientemente preparado.
Su debut cinematográfico llegó en la comedia de 1937 Missing, Believed Married, título al que siguieron en 1938 The Return of Carol Deane y Keep Smiling.
Durante la Segunda Guerra Mundial sirvió con la Royal Artillery en Italia, alcanzando el rango de mayor. Fue desmovilizado en 1944, y comprobó que el tiempo pasado apartado de las cámaras había afectado a su habilidad para la interpretación. Por este motivo abrió un tenderete de antigüedades en Portobello Road, progresando a una posterior tienda en New King's Road. Volvió al teatro en la década de 1940, y en 1950 empezó a escribir obras teatrales como actividad complementaria. Su primera pieza, The Isle of Umbrellas (coescrita con Mabel L Tyrell) fue producida en el  Embassy.
En 1953 Coke interpretó el papel de William en el film The Blakes Slept Here, y en 1954 fue el séptimo actor en encarnar a Paul Temple en la serie radiofónica basada en las novelas de Francis Durbridge. La primera de esas producciones para la radio protagonizadas por él fue Paul Temple and the Gilbert Case. Hizo el papel hasta 1968, en Paul Temple and the Alex Affair. Esas producciones fueron un pilar en la programación de BBC Radio 7.
Entre 1958 y 1988 escribió once obras, incluyendo Breath of Spring, la más famosa de ellas, que fue representada con éxito tanto en el ambiente teatral londinense del West End como en Broadway, en Nueva York. Coke siguió haciendo actuaciones televisivas y cinematográficas, incluyendo un pequeño papel como el teniente Lashwood en Carry on Admiral en 1957.
Como consecuencia de su trabajo con las antigüedades, se interesó en el arte con conchas, empezando a producir sus propias piezas. Tuvo su propia galería personal en Sharrington, donde diariamente trabajaba fabricando piezas. En abril de 2006 abrió la Peter Coke Shell Gallery en Sheringham. Posteriormente exhibió sus trabajos en el Sloane Club de Lower Sloane Street en diciembre de 2006.
Coke vivió durante muchos años junto a su compañero, Fred Webb, hasta el fallecimiento de éste en 2003. Peter Coke falleció a los 95 años de edad en 2008, en su domicilio en Sharrington, Inglaterra.

### Obras de teatro
- The Isle of Umbrellas (coescrita con Mabel L Tyrell)
- Breath of Spring (1958)
- Gentle Guardsmen (1961)
- Sleepy Mermaid (1962)
- Fool's Paradise  (1963)
- In Confidence  (1964)
- Face To Face (1965)
- Midsummer Mink (1965)
- The Man Who Wrote In Bed (1968)
- Taxpayers' Waltz (1970)
- What Are Little Girls Made Of? (1978)
- Autumn Manoeuvres (1983)
- Winter Glory (1988)